# Bruce Merritt
Bruce Perry Merritt (Arlington, 20 de septiembre de 1960) es un deportista estadounidense que compitió en piragüismo en la modalidad de aguas tranquilas. Ganó dos medallas en los Juegos Panamericanos de 1987.

## Palmarés internacional
| Juegos Panamericanos | Juegos Panamericanos          | Juegos Panamericanos | Juegos Panamericanos |
| Año                  | Lugar                         | Medalla              | Competición          |
| -------------------- | ----------------------------- | -------------------- | -------------------- |
| 1987                 | Indianápolis (Estados Unidos) | Medalla de oro       | C1 1000 m            |
| 1987                 | Indianápolis (Estados Unidos) | Medalla de bronce    | C2 500 m             |